# Dominik Malý
Dominik Malý (* 24. ledna 1996, Dunajská Streda) je slovenský fotbalový záložník či obránce, od července 2014 působící v A-týmu FK Senica.

## Klubová kariéra
Svoji fotbalovou kariéru začal v FC DAC 1904 Dunajská Streda, odkud v průběhu mládeže zamířil do Senice. 21. února 2014 vyhrál anketu o nejlepšího sportovce města roku 2013 v kolektivní kategorii mladší dorostenci U17.

### FK Senica
Před ročníkem 2014/15 se propracoval do prvního mužstva. Ve slovenské nejvyšší soutěži debutoval v ligovém utkání 3. října 2014 proti FK Dukla Banská Bystrica (výhra Senice 3:2), když v 90+1. minutě vystřídal Tomáše Kóňu. 25. února 2015 vyhrál za podzim 2014 anketu o nejlepšího sportovce města roku 2014 v kolektivní kategorii U19.

### ŠK Slovan Bratislava
V létě 2015 přestoupil do Slovanu Bratislava.